# Ramalina fraxinea
Ramalina fraxinea este un lichen fruticos cu erect sau tal căzut și ramuri aplatizate. Culoarea variază de la verde pal, la galben-gri și alb-gri; ascocarpul este frecvent și soralia poate fi de asemenea prezentă. Acesta face parte din regnul cunoscut sub numele de Sac Fungi.